# John Slick
John Slick é um ex-tecladista de rock cristão, conhecido por ter atuado com a banda Petra no início dos anos 80.
Slick recebeu treinamento em piano clássico, estudou na Universidade de Fort Wayne e na Faculdade de Belmont e ganhou um B.A em Música, em 1981. No mesmo ano, foi escalado por Bob Hartman para a gravação do álbum Never Say Die (1981), uma vez que apenas Bob e Greg X. Volz eram os únicos integrantes fixos do Petra naquele momento. 
Slick saiu da banda após a turnê do álbum Not of this World, sendo substituído pelo tecladista John Lawry em 1984. Ele trabalhou na indústria de música de Nashville, compondo musicais, transcrevendo songbooks para piano/vocais e colaborando em diversos projetos de gravação.
Atualmente, Slick está aposentado da música e trabalha no setor de informática.

## Discografia
- (1981) - Never Say Die
- (1982) - More Power to Ya
- (1983) - Not of this World